# Fluitsma & Van Tijn
Fluitsma & Van Tijn ist ein niederländisches Musikproduzenten-Duo, bestehend aus Jochem Fluitsma (* 1. Juni 1958 in Amsterdam) und Eric van Tijn (* 2. November 1956 in Amsterdam).

## Hintergrund
Das Duo ist seit 1985 tätig und produziert und komponiert für Künstler wie Mai Tai, Dolly Dots, Henk Westbroek, Caught in the Act, De Jazzpolitie, Status Quo, Ruth Jacott, Linda, Roos & Jessica, 4 Fun, Edsilia Rombley, Guus Meeuwis, Hind sowie für diverse Werbespots.
Ein von ihnen interpretierter Werbesong für die Postbank N.V. namens 15 Miljoen Mensen erreichte 1996 Platz eins in den niederländischen Charts und wurde mit Platin ausgezeichnet. Der Popsong thematisiert die unterschiedlichen Bewohner der Niederlande.